# Orthomorpha hartmanni
Orthomorpha hartmanni är en mångfotingart som först beskrevs av Peters 1864.  Orthomorpha hartmanni ingår i släktet Orthomorpha och familjen orangeridubbelfotingar. Inga underarter finns listade i Catalogue of Life.